# 快進のICHIGEKI
快進のICHIGEKI (かいしんのいちげき)は、東京で結成された日本のヘヴィメタルバンド。

## メンバー
- コータ - ボーカル - 猫曼珠のボーカル
- 久雄 - ギター
- 潤 - ベース
- 佑一 - ドラムス
- アバンテ - ドラムス

## 経歴

### 2003年
- MIND FIXERというバンド名で活動していたコータ、久雄、佑一が他２人のメンバーらと共にTEENS' MUSIC FESTIVAL（現在のMusic Revolution）に出場するためにバンド名を「快進のICHIGEKI」と改めて快進のICHIGEKIが誕生。

### 2004年
- 2004年初頭に潤が加入し、現ラインナップによる新生快進のICHIGEKIの誕生。
- シングル「快進のICHIGEKI/ひび割れた弾丸」を無料配布

### 2005年
- 2月シングル「挑戦」リリース
- 9月ミニアルバム「解放」リリース
- 初めての全国ツアー「快進のICHIGEKI 解放TOUR」敢行

### 2006年
- 2月〜5月「精一行脚TOUR」(全36ヶ所)
- 10月にシングル「共存」を初の全国リリース

### 2007年
- 6月ドキュメンタリーDVD「快進論」リリース。
- 12月初のフルアルバム 「音座芸夢」リリース。
- 2月〜6月 「四重音色ツアー」(全46ヶ所)

### 2008年
- 2007年12月〜2008年3月 「芸夢快始TOUR」
- 8月 LIVEフルアルバム「快賊盤」リリース
- 8月24〜30日 7日連続自主企画 「爆音革命7DAYS」開催

### 2009年
- 4月 ミニアルバム「ダイヤモンド」を全国リリース。
- 4月〜8月 「ダイヤモンドライヴTOUR」(全国50ヶ所)
- 11月 初の韓国遠征

### 2010年
- 1月 DVDシングル「さびしんぼクライ」リリース。
- 9月 ベストアルバム 「輪廻転生」リリース。
- 1月〜4月 4ヶ月連続ワンマンライヴ開催（東京2ヶ所、大阪、島根）。
- 9月〜12月 「輪廻転生TOUR」(全35ヶ所)

### 2011年
- 1月 LIVE DVD「爆音革命2010」リリース。
- 4月 フルアルバム「快進のICHIGEKI」 全国リリース。
- 10月 LIVEフルアルバム 「JULY,29 2011 SHIBUYA BOXX」リリース。
- 4月〜7月「舞唄舞魂TOUR 1st season」(全31ヶ所)
- 8月〜12月「舞唄舞魂TOUR 2nd season」(全36ヶ所)

### 2012年
- 4月 フジテレビ系ドラマ「カエルの王女さま」第三話で、劇中に登場するバンド「ドクターリリス」のメンバー役として出演。
- 7〜12月 5ヶ月連続自主企画 「大江戸大決戦」開催。同期間中にペアで来場したお客さんに無料で未発表曲をプレゼントするキャンペーンを展開。
- 10月にレディー・ガガのジューダスを日本語でカヴァーし、タイトルを「自由でっせ」としてYouTubeでPVを公開。
- 12月 フルアルバム(２枚組)「其の四」を12月20日に渋谷BOXX江戸単独公演にて先行発売。

### 2013年
- 1月〜7月 ドイツ行きをかけて、世界最大級のアマチュアバンド・コンテストのエマージェンザ・ミュージック・フェスティバル日本大会に出場。ベストボーカリスト賞とWEB投票第１位バンドに選出。
- 5月 ファンから募った歌詞を元に作った「ウィークリー夢マンション」のCD-Rを東名阪ワンマンツアーの来場者にプレゼント。
- 6月12日 「其の四」を全国リリース。

### 2015年
- 9月 潤脱退。それに伴い活動休止。

### 2022年
- 5月 7年ぶりに活動再開。潤復帰。

### 2023年
- 3月 佑一が仕事の都合などでバンド活動に参加できない場面が増えてきたため、Dr.佑一の愛弟子 Dr.アバンテが正規メンバーとして加入。

## ディスコグラフィー

### シングル
| 枚  | 発売日         | タイトル         | 規格品番  | 収録曲                                                                   | 備考        |
| --- | -------------- | ---------------- | --------- | ------------------------------------------------------------------------ | ----------- |
| 1st | 2005年2月      | 挑戦             | -         |                                                                          | 廃盤        |
| 2nd | 2006年10月18日 | 共存             | DDCZ-1358 | 1. 共存 2. チェス 3. 最期の花弁 4. 記憶 5. 精一行脚(LIVE)                |             |
| 3rd | 2010年1月25日  | さびしんぼクライ | LBKI-2010 | 1. さびしんぼクライ(MOVIE) 2. 音座芸夢(LIVE) 3. ダイヤモンドライヴ(LIVE) | DVDシングル |
| 4th | 2022年11月18日 | 粋狂             | MRIG-001  | 1. パリオン 2. ラザロ 3. 憂厨坊 4. 参次元(studio ver.)                   |             |

- 快進のICHIGEKI/ひび割れた弾丸（無料配布音源）
- SHURABA音頭 シングルVer.（無料配布音源）
- インチキンヤロー（2012年7月の無料配布音源）
- アンチ・テトリスJAPAN（2012年8月の無料配布音源）
- 恋のファイナルラウンド（2012年9月の無料配布音源）
- 自由でっせ（2012年10月名古屋ワンマン無料配布音源）
- ウィークリー夢マンション（2013年5月の東名阪ワンマンライブ来場者に配布）

### プロモーション・ビデオ等
- 音座芸夢（PV）
- 自由でっせ（PV）
- ウィークリー夢マンション（歌詞付きPV）
- とおりゃんせ（PV）
- 音座芸夢（ライブ）
- 的なbaby（ライブ）
- 絶体絶命の愛の結晶（ライブ）
- 共存（ライブ）

## 主なライブ
- 2008年11月03日 - MINAMI WHEEL 2008
- 2008年12月29日 - gimme five 3rd mini album release記念 ツーマンライブ"BIRTHDAY"
- 2009年10月31日 - MINAMI WHEEL 2009
- 2009年12月05日 - MARZ・Marble・Motion3会場1000人フェス Marble KENSUKE presents「ロックの向こう側FES 09」
- 2011年08月21日 - Burning Summer 2011
- 2012年05月05日 - hide tribute 2012
- 2012年05月13日 - TOKYO BOOTLEG CIRCUIT'12
- 2012年05月20日 - MEGA Shade of Rocks
- 2012年09月05日 - Start & go vol.1
- 2012年11月20日 - HYBRID ROCK PARTY
- 2012年12月09日 - BIG BITES LIVE 2012「BATTLE ROYAL ROUND10」vs 快進のICHIGEKI
- 2013年02月17日 - ザ・キャプテンズ presents 「7DAYS☆失神天国2013」
- 2013年04月07日 - DESTROSE 1st Full Album『DESTROSE』発売記念2マンLIVE!!
- 2013年04月22日〜26日 - Start & go vol.4
- 2013年06月18日・20日 - ザ☆メンテナンス×快進のICHIGEKI 2MAN SHOW
- 2013年06月21日 - actsound × Deathperad presents 「Subversive ACTivity」
- 2013年07月13日 - 水津宏 Birthday EVENT
- 2013年07月20日 - fade preLIVE "START LINE" ～新生～
- 2013年08月18日 - pinkeye RECORDS PRESENTS 流行性血膜炎 #260
- 2013年08月25日 - NEW GENERATION vol.115
- 2013年09月01日 - CHAIN the ROCK Festival
- 2013年10月18日・25日 - 快進のICHIGEKI × exist†trace presents ヤベェノミクス
- 2013年11月03日 - 和光大学祭2013
- 2014年01月10日 - THE冠主催 重ロック殺シアム2014
- 2014年01月30日〜02月10日 - 【和服vs作業着】快進のICHIGEKI×ザ☆メンテナンス2man LIVE TOUR
- 2014年04月05日 - GANGLION 3ヶ月連続主催ライブ
- 2014年04月29日 - COMIN'KOBE14
- 2014年07月21日 - palooza 感謝祭 The 43rd.
- 2014年08月30日 - YOKOHAMA SUMMER ROCK FES."Revolution Rocks 2014"
- 2014年12月24日 - 突貫工事 Vol,1
- 2014年12月27日 - FM802 ROCK FESTIVAL RADIO CRAZY 2014
- 2015年02月17日 - 外道『Rocking The BLUES』レコ発ツアー
- 2015年04月16日 - SEX MACHINEGUNS、快進のICHIGEKIツーマンライブ [快進のSEX! vol.1]
- 2015年04月23日 - SEX MACHINEGUNS、快進のICHIGEKIツーマンライブ [快進のSEX! vol.2]